# فورد اسکیپ
فورد اسکیپ (Ford Escape) خودرویی است که از سال ۲۰۰۰ تاکنون تولید شده‌است. طراحی آن موتور جلو، خودرو محور جلو، خودرو چهار چرخ محرک بوده‌است.